# 시라키야마역
시라키야마역(일본어: 白木山駅)은 일본 히로시마현 히로시마시 아사키타구에 위치한 서일본 여객철도 게이비 선의 철도역이다. 단선 승강장 1면 1선의 구조를 갖춘 지상역이다.

## 이용 현황
| 연도   | 1일 평균 승차 인원 | 연도별 총수 | 정기권  | 보통권 |
| ------ | ------------------ | ----------- | ------- | ------ |
| 1974년 | 131.9              | 96,282      | 75,376  | 20,906 |
| 1975년 | 184.8              | 135,295     | 106,750 | 28,545 |
| 1976년 | 219.7              | 160,401     | 124,960 | 35,441 |
| 1977년 | 226.9              | 165,955     | 134,066 | 31,589 |
| 1978년 | 232.2              | 169,522     | 139,512 | 30,010 |

| 연도     | 1일 평균 | 연도     | 1일 평균 | 연도     | 1일 평균 | 연도     | 1일 평균 |
| 1979년도 | 223      | 1988년도 | 212      | 1997년도 | 226      | 2005년도 | 187      |
| 1980년도 | 225      | 1989년도 | 206      | 1998년도 | 218      | 2006년도 | 189      |
| 1981년도 | 242      | 1990년도 | 213      | 1999년도 | 214      | 2007년도 | 193      |
| 1982년도 | 243      | 1991년도 | 211      | 2000년도 | 204      | 2008년도 | 188      |
| 1983년도 | 234      | 1992년도 | 207      | 2001년도 | 199      | 2009년도 | 169      |
| 1984년도 | 226      | 1993년도 | 208      | 2002년도 | 183      | 2010년도 | 162      |
| 1985년도 | 224      | 1994년도 | 207      | 2003년도 | 189      | 2011년도 | 159      |
| 1986년도 | 213      | 1995년도 | 215      | 2004년도 | 192      | 2012년도 | 162      |
| 1987년도 | 216      | 1996년도 | 231      |          |          |          |          |
| -------- | -------- | -------- | -------- | -------- | -------- | -------- | -------- |

## 역 주변
- 히로시마 시 시민 농원

## 역사
- 1930년 1월 1일 : 게이비 철도의 시라키야마구치 정류장으로서 개업.
- 1937년 7월 1일 : 게이비 철도의 국유화에 의해 정거장으로 되다. 동시에 시라키야마역으로 개칭.
- 1941년 8월 10일 : 가솔린 카의 사용 정지에 의해 폐지.
- 1963년 12월 5일 : 시라키야마역으로 부활.
- 1987년 4월 1일 : 일본국유철도 분할 민영화에 의해, 서일본 여객철도가 승계.

## 인접 역
| 서일본 여객철도 게이비 선 | 서일본 여객철도 게이비 선 | 서일본 여객철도 게이비 선 |
| ------------------------- | ------------------------- | ------------------------- |
| 나카미타 니미 방면        | ■ 게이비 선               | 가루가 히로시마 방면      |